# Jan Śniadecki
Jan Śniadecki (Żnin, 29 agosto 1756 – Vilnius, 9 novembre 1830) è stato un matematico e astronomo polacco.

## Biografia
Śniadecki studiò dopo aver frequentato la scuola a Trzemeszno presso l'Accademia Lubrański e l'Università di Cracovia in matematica e fisica e continuò ad educare all'estero dal 1778 al 1781, anche a Parigi. Successivamente divenne professore di matematica a Cracovia, dal 1803 a Vilnius. Dal 1807 al 1815 fu rettore dell'Università di Vilnius. Nel 1815 si ritirò.
Oltre ai trattati astronomici e matematici, Śniadecki scrisse una Trigonometria sferica (1807). In filosofia, sosteneva l'empirismo inglese, contro la filosofia tedesca e in particolare contro Kant. Definì Nicolaus Copernicus e Hugo Kołłątaj avversari di ogni romanticismo.
In suo onore, l'asteroide 1262 Sniadeckia prese il nome da lui.

## Opere
- „Rachunku algebraicznego teoria“ (1783)
- „Geografia, czyli opisanie matematyczne i fizyczne ziemi“ (1804)
- „O Koperniku“ (Über Nicolaus Copernicus, Biographie, 1802)
  - „Discours sur Nicolas Copernic“, 1818
  - „Discours sur Nicolas Kopernik“, 1820 [Jean Sniadecki].
  - „Di Niccolò Copernico“, 1830
- „O rachunku losów“ (1817)
- „Trygonometria kulista analitycznie wyłożona“ (1817)
- „O pismach klasycznych i romantycznych“, Dziennik Wileński (1819)
- „Filozofia umysłu ludzkiego“ (1821)